# 费内尔蒙
费内尔蒙（法語：Fernelmont，法語發音：[fɛʁnɛlmɔ̃]）是比利时瓦隆大区那慕爾省那慕爾區的一个市镇，东与列日省接壤，通行法语，是比利时法语社群的一部分，面积65.61平方千米，人口8,218人（2023年1月1日）。